# Ireneusz Gardocki
Ireneusz Gardocki (ur. 16 marca 1938 w Rydzewie) – funkcjonariusz Służby Bezpieczeństwa (płk.), rezydent kontrwywiadu PRL w Kijowie. 
Syn Pawła i Heleny. W resorcie od 1961, pełnił w nim m.in. funkcję funkcjonariusza Wydziału VI/VIII/VI Departamentu II MSW (1961–1976), z-cy naczelnika Wydz. VI/VII Dep. II (1976–1980), nacz. Wydz. VII/XIII Dep. II (1980–1982), funkcjonariusza Grupy Operacyjnej „Wisła” MSW w Moskwie, jej rezydenta w Kijowie (1982–1987), pełniącego swe obowiązki pod „przykryciem” zajmowania stanowiska konsula tamże, nacz. Wydz. XIV Dep. II (1987–1988), z-cy dyr. Biura „W” MSW (1988–1989) oraz z-cy dyr. Dep. II MSW (1989–1990)..  
Absolwent Zaocznej Oficerskiej Szkoły Operacyjnej Służby Bezpieczeństwa w Centrum Wyszkolenia MSW w Legionowie (1963–1965).	